# Intertonale
Die Intertonale ist ein Musikseminar an der Schnittstelle von Neuer Musik, Popularmusik und Jazz. Es findet alljährlich in Scheibbs, Niederösterreich, statt und sieht sich als Nachfolgeformat der international besetzten Scheibbser Jazzwoche. Das Festival findet im Rahmen des Viertelfestival Niederösterreich immer im Juli statt.
Der Vorgänger, die Scheibbser Jazzwoche fand 25 Jahre lang jährlich in Scheibbs statt. Nachdem diese 2010 beendet wurde, entstand ein kulturelles Loch. Der Kulturverein Proberaum Scheibbs, der ein paar Jahre zuvor das leerstehende Kapuzinerkloster, später Schülerheim, besetzt hatte, wollte diese Lücke füllen und organisierte 2016 die Intertonale #1, das heißt von Anfang an war an eine Fortführung gedacht. Die Besetzung 2016 bestand unter anderem aus Lukas Koenig (König Leopold) und Martin Schiske (Johann Sebastian Bass). 2017 gastierten Mira Lu Kovacs und Lukas Koenig. 2018 kamen Leyya und Marino Formentini. 2019 waren da Alicia Edelweiß, Monobrother und Elektro Guzzi. Das Besondere an der Besetzung 2019 war, dass ein Rapper, eine austro-britische Songwriterin, eine Jazzband und ein Chor zusammen Konzerte und Workshops abhielten, und dadurch die Möglichkeit besteht laut Projektleiter Gerald Zagler „im Zusammenspiel mit anderen den eigenen musikalischen Horizont zu erweitern“.